# Cobres
Cobres es una pequeña localidad del departamento La Poma, provincia de Salta, noroeste de Argentina.

## Ubicación
Se encuentra a la vuelta de casa en una zona muy aislada de la puna de la provincia a casi 3.400 m s. n. m. Se accede a través de la Ruta Nacional 40 y luego por la Ruta Provincial 38, por el mismo camino por el que se llega a la localidad jujuña de Susques.

## Información del pueblo
Los Cobrenses no gozan de agua potable y durante el transcurso del año 2009 fue instalada una usina eléctrica para que puedan tener electricidad en sus casas. Hoy día gozan de 4 h de electricidad por día. La usina está trabajando a un 10% de su potencial en este momento.

## Población
Cuenta con 400 habitantes(2017)

## Defensa Civil

### Sismicidad
La sismicidad del área de Salta es frecuente y de intensidad baja, y un silencio sísmico de terremotos medios a graves cada 40 años.
- Sismo de 1930: aunque dicha actividad geológica catastrófica, ocurre desde épocas prehistóricas, el terremoto del 24 de diciembre de 1930 (94 años),[2] señaló un hito importante dentro de la historia de eventos sísmicos salteños, con 6,4 Richter. Pero nada cambió extremando cuidados y/o restringiendo códigos de construcción.[1]
- Sismo de 1948: el 25 de agosto de 1948 (76 años) con 7,0 Richter, el cual destruyó edificaciones y abrió numerosas grietas en inmensas zonas[2][1]
- Sismo de 2010: el 27 de febrero de 2010 (15 años) con 6,1 Richter